# Grup Catalònia
Grup Catalònia és una fundació creada el 1988 que engloba a tres entitats sense ànim de lucre (Fundació Catalònia, Associació Catalònia Comarques i Associació Centre Especial de Treball Sant Martí) dedicades a gestionar i administrar equipaments i serveis destinats a l'atenció de persones amb discapacitat psíquica. Actualment disposen de 16 centres entre Residències, Llars-Residència, Centres Ocupacionals i Centres Especials de Treball, entre ells la Llar-Residència Aspasur de ValldoreixAtenen a prop de 600 persones amb retard mental i compten amb una plantilla que supera els 760 professionals.
Ha garantit la continuïtat de la Institució Montserrat Montero, creada el 1976. El 1997 va rebre la Creu de Sant Jordi.